# Victoria Pedretti
Victoria Pedretti (Filadelfia, 23 marzo 1995) è un'attrice statunitense.
È nota per aver interpretato i ruoli di Eleanor "Nell" Crain e Danielle "Dani" Clayton nella serie televisiva The Haunting; di Leslie Van Houten, membro della Manson Family, nel film C'era una volta a... Hollywood; di Love Quinn nella serie televisiva You. Ruoli che le hanno permesso di venire candidata a numerosi premi, compresi 1 Critics' Choice Super Award, 3 MTV Movie & TV Award e 1 Saturn Award, vincendo gli MTV Movie & TV Awards 2021 per l'interpretazione più terrorizzante per la seconda stagione di The Haunting.

## Biografia
Victoria Pedretti nasce a Filadelfia, in Pennsylvania, il 23 marzo 1995, da un madre di professione ballerina e da un padre di origini italiane, mentre la nonna materna era di origine ebraica aschenazita. Frequenta la Penssbury High School a Fairless Hills e successivamente l'Università Carnegie Mellon di Pittsburgh, dove consegue la laurea in recitazione nel 2017.
Nel 2014 prende il via la sua carriera attoriale, quando recita in due cortometraggi indipendenti, Sole, diretto da Ariel Zucker, e Uncovering Eden, diretto da Chelsea Lupkin. Del 2018 è la svolta, quando le viene assegnato il ruolo di Eleanor "Nell" Crain nella prima stagione della serie horror di Netflix The Haunting. La sua interpretazione viene lodata dalla critica e le vale la candidatura agli MTV Movie & TV Awards, per la interpretazione più terrorizzante, e ai Saturn Award, per la miglior attrice non protagonista in una serie.
Nel 2017 ottiene un'audizione per il ruolo di Guinevere Beck nella serie thriller di Netflix You. Sebbene non le venga assegnato il ruolo, i registi in seguito la sceglieranno per interpretare il personaggio Love Quinn nella seconda stagione della serie, dopo aver visto il suo precedente lavoro e valutato la chimica sul set con il collega Penn Badgley. Sia la sua interpretazione che la seconda stagione della serie, vengono accolte positivamente dalla critica. Successivamente riprende il ruolo di Love Quinn anche nella terza stagione, uscita il 15 ottobre 2021 su Netflix. Appare inoltre nella quarta stagione come ospite.
Nel 2019 appare nei panni di Leslie Van Houten nel film drammatico C'era una volta a... Hollywood, diretto da Quentin Tarantino, rivelatosi un successo al botteghino, accolto molto positivamente anche dalla critica.
Nel 2020 prende parte alla serie antologica Storie incredibili e successivamente al film biografico Shirley. Lo stesso anno interpreta Danielle "Dani" Clayton nella seconda stagione della serie antologica The Haunting, dove nella prima. La sua interpretazione viene lodata dalla critica, con la rivista The Hollywood Reporter che la definisce "capace di generare empatia immediatamente". Il ruolo le permette inoltre di ottenere una candidatura ai Critics' Choice Super Award per la miglior interpretazione in una serie horror.

## Vita privata
All'età di sei anni le è stato diagnosticato un disturbo da deficit di attenzione/iperattività.
Ha avuto una relazione con l’attore Dylan Arnold dal 2021 al 2024.

## Filmografia

### Attrice

#### Cinema
- Sole, regia di Ariel Zucker - cortometraggio (2014)
- Uncovering Eden, regia di Chelsea Lupkin - cortometraggio (2014)
- That's My E TV LA Premiere Haunting of Hill House, regia di Alex Moreno - cortometraggio direct-to-video (2018)
- C'era una volta a... Hollywood (Once Upon a Time in Hollywood), regia di Quentin Tarantino (2019) - Leslie Van Houten
- Shirley, regia di Josephine Deker (2020)
- This Is Not a Love Letter, regia di Ariel Zucker - cortometraggio (2020)
- Star Crossed: The Film, regia di Bardia Zeinali (2021)
- Origin, regia di Ava DuVernay (2023)
- American Dream: The 21 Savage Stor, regia di Stephen Glover, Jamal Olori, Luis Perez e Fam Udeorji (2024)
- Ponyboi, regia di Esteban Arango (2024)
- Merci, Poppy, regia di Hanna Gray Organschi - cortometraggio (2024)
- F*ck That Guy, regia di Hanna Gray Organschi - cortometraggio (2024)
- Fall Risk, regia di Alex Martini - cortometraggio (2024)
- The Book of Jobs, regia di Kayci Lacob (2024)
- The Non-Actor, regia di Eliza Callahan - cortometraggio (2025)

#### Televisione
- The Haunting (The Haunting of Hill House ) – serie TV, 18 episodi (2018-2020)
- Storie incredibili (Amazing Stories) – serie TV, episodio 1x01 (2020)
- You – serie TV, 21 episodi (2019-2023)

#### Videoclip
- Grand Piano February Blues, regia di Bailey Donovan (2014)
- Kacey Musgraves Simple Times, regia di Bardia Zeinali (2021)

## Programmi televisivi (parziale)
- Filme Gitmeden Önce - talk-show (2020)
- Collider Ladies Night - talk-show (2020)
- 2021 MTV Movie & TV Awards, regia di Ryan Polito - speciale TV (2021)

## Riconoscimenti
- Academy of Science Fiction, Fantasy & Horror Films
  - 2019 – Candidatura alla miglior attrice non protagonista in un programma in streaming per The Haunting of Hill House
- Critics' Choice Super Award
  - 2021 – Candidatura alla miglior attrice in una serie horror per The Haunting of Bly Manor[1]
- Gold Derby Award
  - 2021 - Candidatura alla miglior attrice in un film o miniserie televisiva per The Haunting of Bly Manor
- Hollywood Critics' Association Television Award
  - 2022 - Candidatura alla miglior attrice in una serie drammatica in streaming per You
- International Online Cinema Award
  - 2019 - Candidatura alla miglior attrice non protagonista in una miniserie televisiva o film per la televisione per The Haunting of Hill House
- MTV Movie & TV Award
  - 2019 – Candidatura all'interpretazione più terrorizzante per The Haunting of Hill House[9]
  - 2021 – Interpretazione più terrorizzante per The Haunting of Bly Manor[3]
  - 2022 – Candidatura al miglior cattivo per You[2]
- National Film and Television Award
  - 2019 - Candidatura alla miglior esordiente
- Online Film & Television Association
  - 2019 - Candidatura al miglior cast in un film o miniserie televisiva per The Haunting of Hill House (condiviso con Michiel Huisman, Paxton Singleton, Carla Gugino, Henry Thomas, Timothy Hutton, Elizabeth Reaser, Lulu Wilson, Oliver Jackson-Cohen, Julian Hilliard, Kate Siegel, Mckenna Grace, Violet McGraw)
- Saturn Award
  - 2019 – Candidatura alla miglior attrice non protagonista in una serie per The Haunting of Hill House[4]

## Doppiatrici italiane
Nelle versioni in italiano dei suoi lavori, Victoria Pedretti è stata doppiata da:
- Veronica Puccio[29] in The Haunting[30], C'era una volta a... Hollywood[31]
- Eva Padoan[32] in You[33]
- Eleonora Reti[34] in Amazing Stories[35]